# Northern Lights Playhouse
Northern Lights Playhouse fue un compilado islandés lanzado en 1981 por la discográfica Fálkinn en formato LP.

Las grabaciones fueron tomadas desde 1980-81 e incluyeron a algunas de las bandas más importantes de aquel momento, como la de new wave Þeyr con dos canciones tomadas de su primer sencillo Útfrymi (más tarde lanzado en su versión inglesa con el título de Life Transmission). La banda de punk Purrkur Pillnikk aparece con 10 canciones extraídas de su primer sencillo Tilf; Fræbbblarnir aparece con 3, mientras que Utangarðsmenn, la banda liderada por el cantante de protesta Bubbi Morthens, colabora con dos canciones. También se incluye a Taugadeildin, una banda poco conocida, y Megas, el padre del rock islandés quien aparece aquí con uno de sus éxitos: “Paradísarfuglinn”.

## Créditos

### Intérpretes
- Þeyr: Magnús Guðmundsson - vocalista. Guðlaugur Kristinn Óttarsson - guitarra. Þorsteinn Magnússon - guitarra. Hilmar Örn Agnarsson - bajo. Sigtryggur Baldursson - batería.
- Utangarsðmenn: Bubbi Morthens - vocalista. Michael D. Pollock - guitarra. Daniel Pollock - guitarra. Magnús Stefánsson - batería. Rúnar Erlingsson - bajo.
- Taugadeildin: Óskar Þórinsson y Egill Larússon - vocalistas. Þorsteinn Hallgrímsson - teclados, y sintetizadores. Kommi - batería. Arni Daníel Julíusson - bajo. Ódinn Guðbrandsson - guitarra.
- Purrkur Pillnikk: Einar Örn Benediktsson - vocalista. Bragi Ólafsson - bajo. Friðrik Erlingsson - guitarra. Ásgeir Bragason - batería.
- Fræbbblarnir: Valgarður Guðjónsson - vocalista. Stefán K. Guðjónsson - batería. Steinþór Stefánsson - bajo. Tryggvi Þór Tryggvason - guitarra. Kristinn Steingrímsson - guitarra.
- Megas - vocalista y guitarra.

### Personal
Distribución: Rough Trade.

Diseño gráfico: Kristján E. Karlsson.

Fotografía de la portada de folleto: Ómar Stefansson.